# Pirin nationalpark
Pirin nationalpark omfattar större delen av Pirinbergen i sydvästra Bulgarien. Nationalparken, som omfattar 27 000 hektar, grundades 1963 under namnet Vihren nationalpark. Sitt nuvarande namn fick parken efter en utvidgning 1976. 1977 blev nationalparken ett biosfäriskt världsreservat och 1987 blev den uppsatt på Unescos världsarvslista. 1987 utvidgades parken ytterligare och fick då sin nuvarande storlek.